# Last Girl Standing
Last Girl Standing ist ein US-amerikanischer Horrorfilm von Benjamin R. Moody aus dem Jahr 2015.

## Handlung
Camryn hat einen Ausflug ins Sommercamp nur knapp überlebt. Ein maskierter Mörder, der „Hunter“, hat fünf ihrer Freunde getötet, bis sie ihn scheinbar in Notwehr töten konnte. Fünf Jahre später leidet Camryn immer noch unter den traumatischen Ereignissen. Sie ist verschlossen, ohne Kontakte zur Außenwelt und arbeitet in einer Wäscherei. Als Nick, ein eher unbeständiger Charakter auftaucht, ist sie zunächst nicht begeistert. Gleich bei ihrer ersten gemeinsamen Nachtschicht haut er sie versehentlich in die Pfanne. Als sie alleine im Geschäft ist, sieht sie plötzlich Hunter vor sich. Nick, der etwas vergessen hatte, kann sie aus der misslichen Situation retten. Doch von dem Mörder fehlt jede Spur.
Nick nimmt Camryn unter seine Fittiche und bringt sie in seine WG, wo sich Camryn mit Danielle anfreundet, die ebenfalls schreckliches erlebt hat. Doch immer wieder taucht Hunter auf und stört die Idylle. Als Camryn bei einem feucht-fröhlichen Abend überzeugt ist, dass Hunter dabei ist und beinahe jemanden verletzt, versucht ihr Danielle zu helfen. Sie besuchen das Grab von Hunter und finden dort tatsächlich die Leiche des Psychopathen.
Camryn versucht nun etwas Normalität in ihr Leben zu bringen. Gemeinsam besuchen alle eine Vernissage. Sie beschließt, mit Nick eine Beziehung anzufangen und die beiden suchen sich einen stillen Ort zum ersten gemeinsamen Sex. Doch plötzlich erkennt Camryn in Nick Hunter und tötet ihn im Wahn. Sie hat sich die ganze Zeit die Verfolgung nur eingebildet. In Wahrheit ist sie nun der Psychopath. Sie tötet wahllos verschiedene Gäste der Vernissage, bis sie von Danielle gestoppt und getötet wird. Als Danielle später im Streifenwagen sitzt, sieht sie plötzlich die tote Camryn neben sich sitzen.

## Hintergrund
Benjamin R. Moody variiert in dem Horrorfilm das Motiv des Final Girl beziehungsweise der Scream Queen, indem er den Höhepunkt eines normalen Slashers an den Anfang setzt und von dort aus die Geschichte aufbaut. Moody nahm dabei Elemente des Films Und wieder ist Freitag der 13., bei dem ebenfalls ein traumatisiertes Final Girl die Hauptrolle spielt. Weitere Inspirationen kamen von den Slashern der 1980er und 1990er Jahre, wobei Moody versuchte auf die Metaebene zu verzichten, wie es beispielsweise Scream – Schrei! vorgemacht hatte, sondern lieber eine realistische Geschichte eines traumatisierten Final Girls zu erzählen.
Benjamin produzierte den Film selbst mit seiner Frau Rachel Moody, die ebenfalls ein riesiger Horrorfilm-Fan ist. Die Hauptfiguren werden ebenfalls von einem Paar gespielt: Akasha Villalobos (Camryn) und Brian Villalobos (Nick) sind seit 2007 verheiratet. Der Film wurde mit relativ geringem Budget innerhalb von einem Monat in Austin, Texas gedreht. Die kleine Crew musste mehrere Probleme bewältigen, unter anderem tobte zu jener Zeit ein Tornado, Drehorte fielen aus und ein Crew-Mitglied wurde von einem Opossum angegriffen.
Der Film hatte seine Premiere am 31. August 2015 auf dem Film4 Fright Fest in London. In Deutschland wurde der Film ungeprüft über das Label Uncut Rawside (Redscreen) in einer limitierten Version als Mediabook veröffentlicht.

## Rezensionen
Marcus Offermans von der Szene-Zeitschrift Geek! vergab drei von fünf Punkten und urteilte:

„Einige Längen und Wiederholungen später greift Moody in die Trickkiste und wartet mit einem blutig-originellen Wendepunkt auf, der so nicht unbedingt zu erwarten war. Nach wenig Bewegung in der Filmmitte reißt Moody so das Ruder doch noch herum und bietet unter dem Strich einen Film, der ganz okay ist.“